# Bothrocara
Bothrocara es un género de peces de la familia Zoarcidae en el orden de los Perciformes.

## Especies
- - Bothrocara brunneum   Bean, 1890.[1]
  - Bothrocara elongatum   Garman, 1899.[2]
  - Bothrocara hollandi   Jordan & Hubbs, 1925.[3]
  - Bothrocara molle   Bean, 1890.[4]
  - Bothrocara nyx   Stevenson & Anderson, 2005.[5]
  - Bothrocara pusillum   Bean, 1890
  - Bothrocara soldatovi  Schmidt, 1950[6]
  - Bothrocara tanakai   Jordan & Hubbs, 1925

.